# Hermine Körner

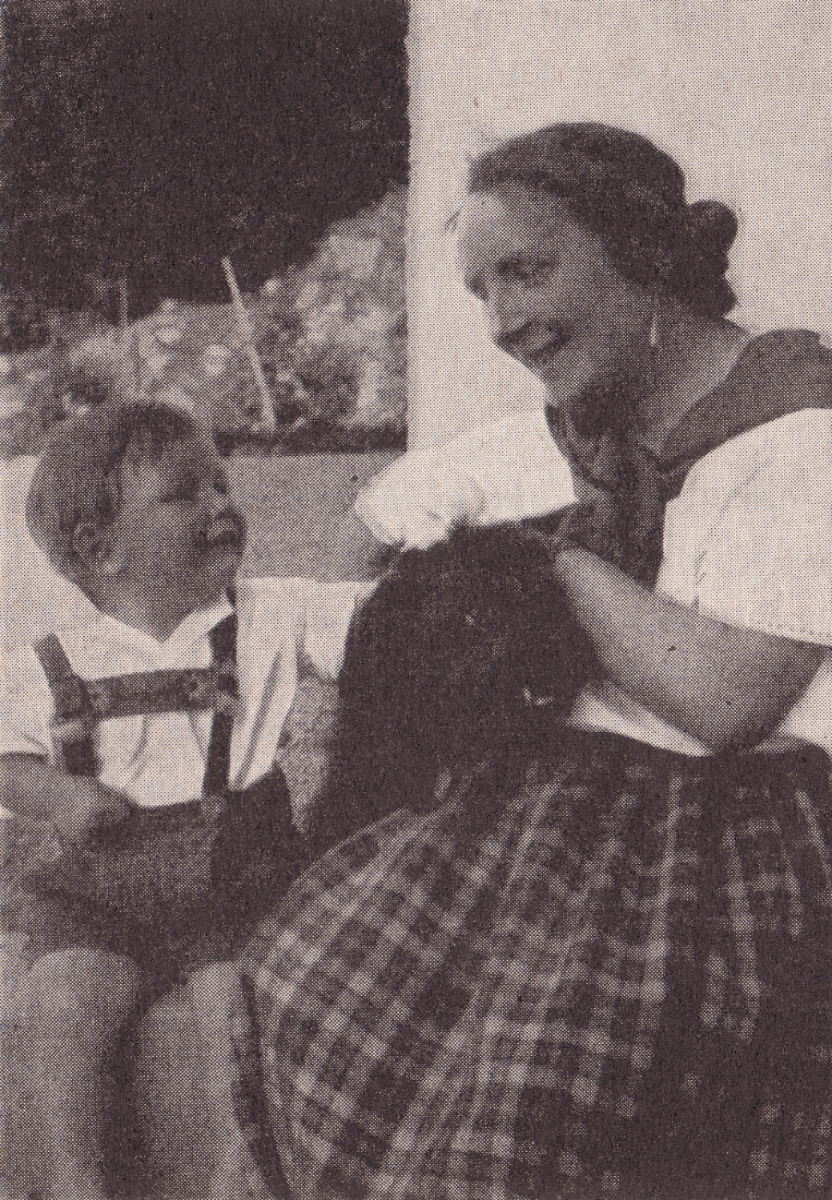
Hermine Körner y su nieto, Peter Götz

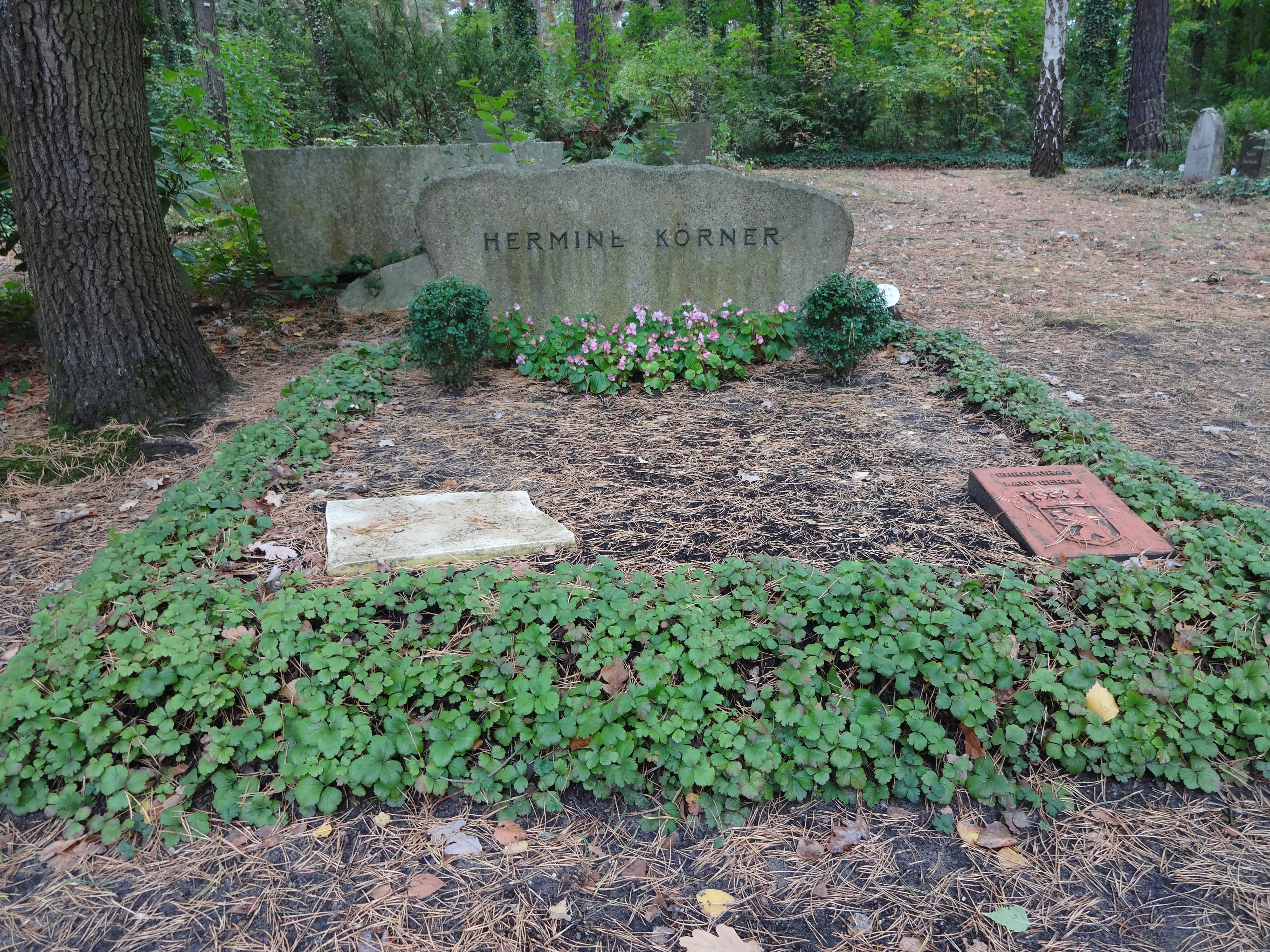
Tumba de Hermine Körner

Hermine Körner (Berlín, 30 de mayo de 1878-Ibidem, 14 de diciembre de 1960) fue una actriz y directora teatral de nacionalidad alemana.

## Biografía
Nacida en Alemania, Hermine Körner era la quinta entre los hijos del maestro y zoólogo Wilhelm Stader (nacido el 1 de febrero de 1840 en Elberfeld) y Emilie Luyken (nacida el 15 de junio de 1846 en Altenkirchen y muerta el 6 de febrero de 1926). El padre fue en 1880 a una gira de conferencias por los Estados Unidos, de las cuales no regresó, falleciendo el 28 de febrero de 1888 en Reading. La madre viuda se mudó con sus cinco hijos de Berlín a la casa de su hermano en Altenkirchen, donde pasó su infancia Hermine Körner.
En Wiesbaden estudió piano desde 1896 en el conservatorio con Max Reger. Allí descubrió su pasión por el teatro, que compartió con su amor, el agente y actor austriaco Ferdinand Franz Körner (nacido el 4 de abril de 1873 en Viena). La pareja se casó el 23 de diciembre de 1897. Por mediación de su suegro, el influyente banquero vienés August Körner (nacido el 5 de marzo de 1838 en Linz), obtuvo una audición en la Ópera Estatal de Viena. Körner en 1898 en el Burgtheater de Viena, siendo posteriormente contratada por el Volksoper de esa ciudad. Desde 1905 a 1909 actuó en el Düsseldorfer Schauspielhaus bajo la dirección de Louise Dumont y su esposo, Gustav Lindemann, pasando en 1909 al Hoftheater de Dresde, del cual pasó en 1915, y de la mano de Max Reinhardt, al Deutsches Theater de Berlín.
Fue actriz y directora en Stuttgart y Hamburgo, y entre 1919 y 1925 fue directora artística y gerente del Teatro de Cámara de Múnich. En 1925 fue Dresde, donde dirigió el Albert-Theater hasta el año 1929.
Debido a su amistad con Emmy Göring, en 1935 Körner formó parte del grupo de invitados a la boda de Sonnemann con Hermann Göring. Körner fue entonces nombrada Staatsschauspielerin (actriz estatal). Sin embargo, rechazó el cargo como directora artística en Múnich ofrecido por los nazis, decidiendo actuar bajo la dirección de Gustaf Gründgens en el Preußische Staatstheater Berlin. 
Körner fue la madre de la actriz Anneliese Reppel, y vivió en sus últimos años en Berlín-Wilmersdorf. Falleció en Berlín en el año 1960, y fue enterrada en el Cementerio Waldfriedhof Zehlendorf, en la tumba honoraria en el campo 027-139.

## Premios
Hermine Körner recibió el 8 de enero de 1956 el Topacio Louise Dumont de la mano de Gustav Lindemann, y el 2 de agosto de 1956 recibió la Orden del Mérito de la República Federal de Alemania.
En noviembre de 1976 su efigie apareció en un sello postal de una serie dedicada a Mujeres Destacadas. Fue representada interpretando a Lady Macbeth.

## Anillo Hermine Körner[1]
Para su papel de Atosa en la tragedia de Esquilo Los persas,  Hermine Körner utilizó un sello con una moneda griega encontrada en el campo de batalla de Maratón. La actriz donó el anillo como premio a la actriz alemana "más esforzada". La propia Körner designó como primera portadora del sello a la actriz Roma Bahn.
En la actualidad el premio es otorgado por la Academia de las Artes de Berlín.

### Premiadas con el Anillo Hermine Körner
- Roma Bahn (1896–1975)
- Marianne Hoppe (1909–2002)
- Gisela Stein (1934–2009)
- Hildegard Schmahl (* 1940)

## Filmografía
- 1916 : Die Einsame
- 1919 : Der Karneval der Toten
- 1923 : Der Mensch am Wege
- 1938 : Preußische Liebesgeschichte
- 1938 : Altes Herz geht auf die Reise
- 1941 : Friedemann Bach
- 1943 : Der verzauberte Tag
- 1948 : Das verlorene Gesicht
- 1949 : Tragödie einer Leidenschaft
- 1954 : Legende eines Lebens (telefilm)
- 1954 : Leocadia (telefilm)
- 1957 : Das Geheimnis (telefilm)
- 1959 : Der blaue Nachtfalter
- 1959 : Die Troerinnen des Euripides (telefilm)
- 1959 : Die Irre von Chaillot (telefilm)